# Lavalette (Aude)
 Lavalette  es una población y comuna francesa, en la región de Languedoc-Rosellón, departamento de Aude, en el distrito de Carcasona y cantón de Montréal (Aude).

## Demografía
| 338 | 317 | 458 | 617 | 919 | 1067 |
| Para los censos de 1962 a 1999 la población legal corresponde a la población sin duplicidades (Fuente: INSEE [Consultar]) |     |     |     |     |      |